# 湘潭江声实验学校
湘潭江声实验学校（原名湘潭县江声实验中学），是一所位于湖南省湘潭县的全日制民办初级中学，2007年完成股份制改造并改用现名。现任校长为贺振华。

## 校史
- 1998年初，湘潭县一中提出了建立国有民办的实验学校[2]的设想
- 2016年下半年，湘潭县一中整体搬迁至位于湘潭县金霞山下的新校区，原有的校区作为本部校区并使用至今
- 2007年3月，完成股份制改造，由肖正章出任新设立董事长并兼任校长